# Мойсеєв Дмитро В'ячеславович
Дмитро Мойсеєв - український режисер, продюсер, сценарист, 

## Біографія
Народився в Херсоні.
Закінчив механіко-математичний факультет Київського національного університету ім. Тараса Шевченка, після чого поступив у КНУТКіТ ім. Івана Карпенка-Карого за фахом «Режисура художнього фільму», який закінчив 2008 році. 
З 2005 року почав знімати короткометражні фільми, а саме "Здоров був, світе!" (2005), "Одна" (2007), "Прибулець" (2008),"В мене є друг" (2009).
У вересні 2013 року в український кінопрокат вийшла дебютна повнометражна робота режисера "Такі красиві люди". У 2017 році у прокат вийшов другий повнометражний фільм режисера - "Час Хризантем".
З 2020 року працює над своїм третім повнометражним фільмом "Сірі бджоли" за мотивами роману Андрія Куркова.

## Фільмографія
- "Здоров був, світе!" (2005)
- "Одна" (2007)
- "Прибулець" (2008)
- "В мене є друг" (2009)
- "Такі красиві люди" (2013)
- "Час Хризантем" (2017)
- "Сірі бджоли" (2022)